# Португалія на зимових Олімпійських іграх 1952
Португалія на зимових Олімпійських іграх 1952 року, які проходили у норвезькому місті Осло, була представлена одним спортсменом в одному виді спорту: гірськолижний спорт. Прапороносцем на церемонії відкриття Олімпійських ігор був єдиний представник країни гірськолижник Дуарте Сілва.
Португалія вперше взяла участь в зимових Олімпійських іграх. Португальський спортсмен не здобув жодної медалі.

## Учасники
За видом спорту та статтю
| Вид спорту          | Чоловіки | Жінки | Разом |
| ------------------- | -------- | ----- | ----- |
| Гірськолижний спорт | 1        | 0     | 1     |
| Разом               | 1        | 0     | 1     |

## Гірськолижний спорт
| Спортсмен    | Дисципліна                 | Фінал  | Фінал       | Фінал    |
| Спортсмен    | Дисципліна                 | Час    | Відставання | Відстань |
| ------------ | -------------------------- | ------ | ----------- | -------- |
| Дуарте Сілва | швидкісний спуск, чоловіки | 3:58.4 | +87.6       | 69       |